# 라켈 캐시디
라켈 캐시디(Raquel Cassidy, 1968년 1월 22일 ~ )는 잉글랜드의 배우이다.

## 출연 작품

### 영화
- 슈터 (2002)
- 투 이즈 어 패밀리 (2016)
- 다운튼 애비 (2019)
- 오피셜 시크릿 (2019)
- 다운튼 애비 2 (2022)

### 텔레비전 드라마
- 더 빌 (1999)
- 홀비 시티 (2003)
- Casualty (2008)
- 아가사 크리스티: 명탐정 포와로 (2008)
- New Tricks (2009)
- 닥터 후 (2011)
- 미드소머 머더스 (2012)
- 허슬 (2012)
- Jo (2013)
- 런던 특수수사대 (2013)
- 다운튼 애비 (2013-15)
- 베라 (2015)
- 무언의 목격자 (2016)
- 꼴찌마녀 밀드레드 (2017-20)